# Мустрак
Мустрак (болг. Мустрак) — село в Болгарии. Находится в Хасковской области, входит в общину Свиленград. Население составляет 200 человек.

## Политическая ситуация
В местном кметстве Мустрак, в состав которого входит Мустрак, должность кмета (старосты) исполняет Костадин Димитров Господинов (Граждане за европейское развитие Болгарии (ГЕРБ)) по результатам выборов правления кметства.
Кмет (мэр) общины Свиленград — Георги Стоянов Манолов (инициативный комитет) по результатам выборов в правление общины.